# Rajdowe Samochodowe Mistrzostwa Polski 1974

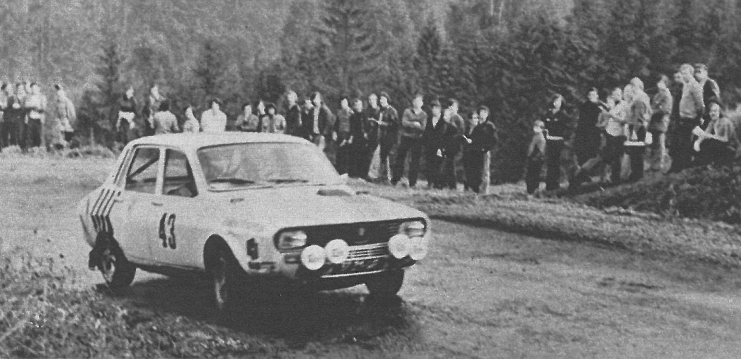
Zwycięzca trzech eliminacji RSMP 1974 Błażej Krupa podczas 34. Radu Polski

Ten artykuł dotyczy sezonu 1974 Rajdowych Samochodowych Mistrzostw Polski.

## Kalendarz[1]
| Runda | Data            | Nazwa rajdu          | Baza rajdu     | Nawierzchnia  | Zwycięzca     | Raport |
| 1     | 26–27 kwietnia  | 7. Rajd Kormoran     | Mikołajki      | asfalt/szuter | Lelio Lattari | Wyniki |
| 2     | 17–19 maja      | 18. Rajd Dolnośląski | Polanica-Zdrój | asfalt        | Błażej Krupa  | Wyniki |
| 3     | 11–12 lipca     | 34. Rajd Polski      | Kraków         | asfalt/szuter | Błażej Krupa  | Wyniki |
| 4     | 20–22 września  | 24. Rajd Wisły       | Wisła          | asfalt        | Błażej Krupa  | Wyniki |
| 5     | 15–17 listopada | 12. Rajd Warszawski  | Warszawa       | asfalt/szuter | Lelio Lattari | Wyniki |

1. ↑  Zwycięzcą klasyfikacji generalnej 12 Rajdu Warszawskiego był Niemiec Horst Rausch, Lelio Lattari w klasyfikacji generalnej zajął trzecie miejsce, a wygrał klasyfikację RSMP.

## Klasyfikacje Rajdowych Samochodowych Mistrzostw Polski 1974[1]
- Puchar Motoru

Punkty w Pucharze Motoru przyznawano sześciu najlepszym załogom w poszczególnych klasach według klucza: 9-6-4-3-2-1. Zawodnikom zaliczano 4 najlepsze wyniki. W przypadku równej liczby punktów o kolejności decydowały kolejno:
większa liczba punktów ze wszystkich eliminacji
większa liczba sklasyfikowanych w danej klasie w końcowej klasyfikacji
mniejsza pojemność silnika
| Poz. | Kierowca/Pilot                      | Samochód              | Punkty |
| ---- | ----------------------------------- | --------------------- | ------ |
| 1    | Lelio Lattari Marek Szramowski      | Alfa Romeo 2000 GTV   | 36     |
| 2    | Albin Śliski Krzysztof Szaykowski   | Polski Fiat 125p 1300 | 36     |
| 3    | Adam Masłowiec Krzysztof Piotrowski | Syrena 105            | 36     |

- Punktacja RSMP:

Punkty do klasyfikacji RSMP przyznawano w klasach za 6 pierwszych miejsc według systemu: 9-6-4-3-2-1. Zawodnikom zaliczano 4 najlepsze wyniki. Klasę stanowiły co najmniej 3 samochody.
Podział samochodów startujących w rajdach zgodnie z regulaminami FIA:
- Grupa I – Seryjne samochody turystyczne. Produkowane w liczbie co najmniej 5000 egzemplarzy w ciągu 12 miesięcy. Prawie całkowity zakaz przeróbek mających na celu poprawienie osiągów samochodu. Jeżeli pojemność silnika przekraczała 700 cm³, samochód tej grupy musiał mieć co najmniej 4 miejsca.
- Grupa II – Specjalne samochody turystyczne. Wyprodukowane musiały być w liczbie co najmniej 1000 egzemplarzy w ciągu 12 miesięcy. Dozwolony duży zakres przeróbek poprawiających osiągi pojazdu. Tak jak w grupie I, jeżeli pojemność silnika przekraczała 700 cm³, samochód tej grupy musiał mieć co najmniej 4 miejsca.
- Grupa III – Seryjne samochody GT produkowane w liczbie co najmniej 1000 sztuk w roku. Pojazdy co najmniej dwumiejscowe. Ograniczenia przeróbek i modyfikacji takie same jak w grupie I.
- Grupa IV – Specjalne samochody GT. Warunkiem homologacji było wyprodukowanie co najmniej 500 egzemplarzy w ciągu 12 miesięcy. Dozwolone przeróbki takie jak w grupie II.

Grupy podzielone były na klasy w zależności od pojemności skokowej silnika:
- klasa 1 – do 500 cm³
- klasa 2 – do 600 cm³
- klasa 3 – do 700 cm³
- klasa 4 – do 850 cm³
- klasa 5 – do 1000 cm³
- klasa 6 – do 1150 cm³
- klasa 7 – do 1300 cm³
- klasa 8 – do 1600 cm³
- klasa 9 – do 2000 cm³
- klasa 10 – do 2500 cm³
- klasa 11 – do 3000 cm³
- klasa 12 – do 4000 cm³
- klasa 13 – do 5000 cm³

Grupa II klasa 9-13
| Poz. | Kierowca       | Samochód                            | Suma pkt |
| ---- | -------------- | ----------------------------------- | -------- |
| 1    | Janusz Wojtyna | BMW 2002 Alpine Ford Capri 3000 GXL |          |

Grupa II klasa 8
| Poz. | Kierowca     | Samochód                                 | Suma pkt |
| ---- | ------------ | ---------------------------------------- | -------- |
| 1    | Błażej Krupa | Renault 12 Gordini Polski Fiat 125p 1500 |          |

Grupa II klasa 7
| Poz. | Kierowca     | Samochód              | Suma pkt |
| ---- | ------------ | --------------------- | -------- |
| 1    | Albin Śliski | Polski Fiat 125p 1300 |          |

Grupa II klasa 5-6
| Poz. | Kierowca       | Samochód     | Suma pkt |
| ---- | -------------- | ------------ | -------- |
| 1    | Henryk Mandera | Wartburg 353 |          |

Grupa II klasa 3-4
| Poz. | Kierowca       | Samochód   | Suma pkt |
| ---- | -------------- | ---------- | -------- |
| 1    | Adam Masłowiec | Syrena 105 | 36       |

Grupa II klasa 1-2
| Poz. | Kierowca       | Samochód    | Suma pkt |
| ---- | -------------- | ----------- | -------- |
| 1    | Andrzej Lubiak | Trabant 601 |          |

Grupa I klasa 9-13
| Poz. | Kierowca      | Samochód            | Suma pkt |
| ---- | ------------- | ------------------- | -------- |
| 1    | Lelio Lattari | Alfa Romeo 2000 GTV | 36       |

Grupa I klasa 8
| Poz. | Kierowca             | Samochód              | Suma pkt |
| ---- | -------------------- | --------------------- | -------- |
| 1    | Tomasz Ciecierzyński | Polski Fiat 125p 1500 | 25       |

Grupa I klasa 7
| Poz. | Kierowca           | Samochód              | Suma pkt |
| ---- | ------------------ | --------------------- | -------- |
| 1    | Krystian Bielowski | Polski Fiat 125p 1300 |          |

Grupa I klasa 5-6
| Poz. | Kierowca         | Samochód         | Suma pkt |
| ---- | ---------------- | ---------------- | -------- |
| 1    | Zbigniew Eysmont | Polski Fiat 127p |          |

Grupa I klasa 1-2
| Poz. | Kierowca            | Samochód    | Suma pkt |
| ---- | ------------------- | ----------- | -------- |
| 1    | Zbigniew Baranowski | Trabant 601 |          |